# Michiel van der Heijden
Michiel van der Heijden (3 de enero de 1992) es un deportista neerlandés que compitió en ciclismo de montaña en la disciplina de campo a través. Ganó dos medallas de bronce en el Campeonato Europeo de Ciclismo de Montaña, en los años 2009 y 2012.

## Palmarés internacional
| Campeonato Europeo | Campeonato Europeo        | Campeonato Europeo | Campeonato Europeo         |
| Año                | Lugar                     | Medalla            | Competición                |
| ------------------ | ------------------------- | ------------------ | -------------------------- |
| 2009               | Zoetermeer (Países Bajos) | Medalla de bronce  | Campo a través por relevos |
| 2012               | Moscú (Rusia)             | Medalla de bronce  | Campo a través por relevos |